# Кипарис (пам'ятка природи)
Кипари́с — ботанічна пам'ятка природи місцевого значення в Україні. Розташована в межах Жидачівського району Львівської області, в місті Жидачів (вул. Я. Мудрого, 20, будинок райсуду).
Площа 0,03 га. Статус надано 1984 року. Перебуває у віданні Жидачівської контори банку «Україна».
Статус надано з метою збереження одного екземпляра вікового кипариса, який має естетичну цінність.

## Галерея

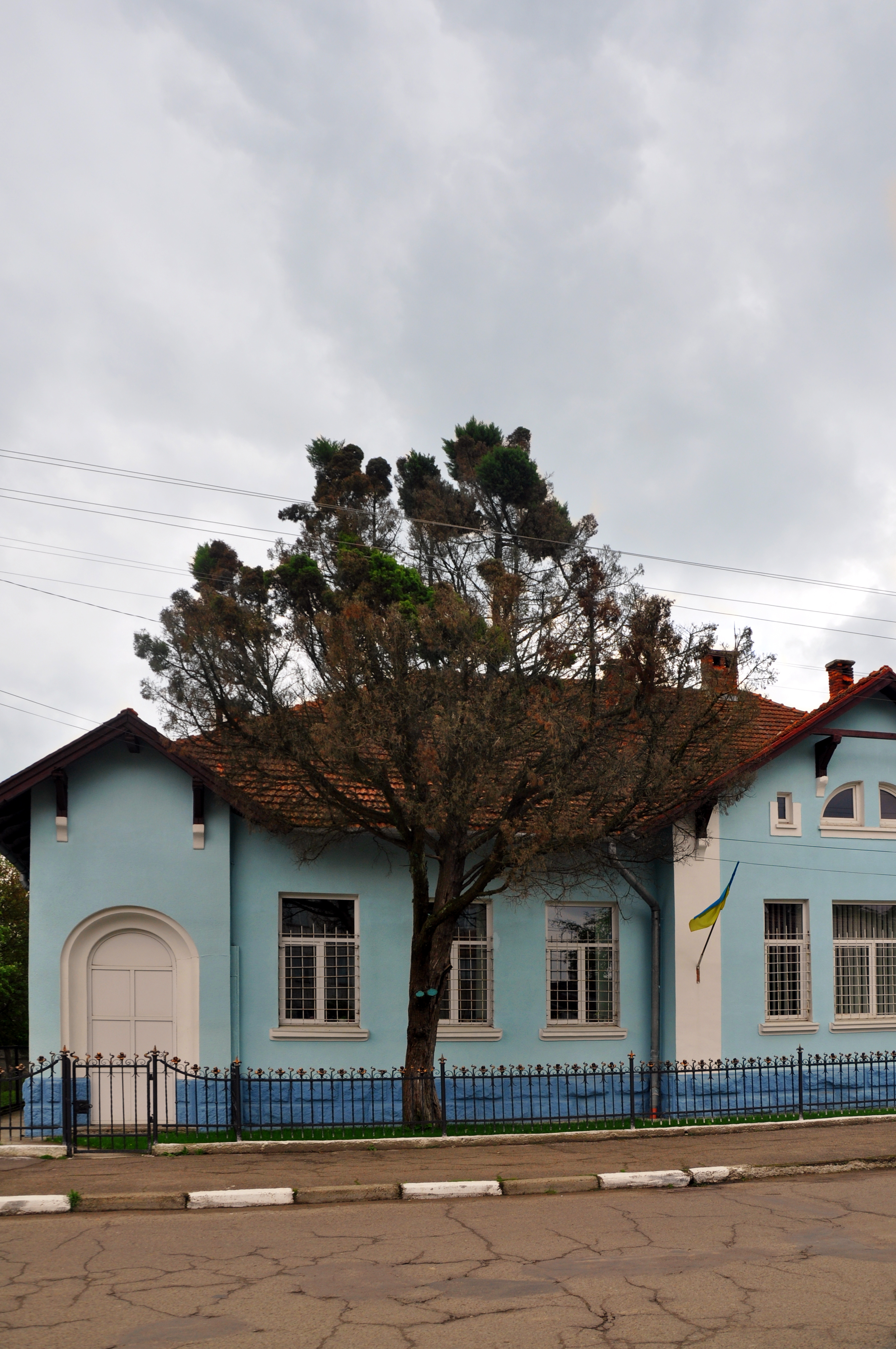